# Xu Yanwei
Xu Yanwei (n. 14 iunie 1984, Shanghai, Republica Populară Chineză) este o înotătoare chineză, medaliată olimpică. A participat la 2 ediții ale Jocurilor Olimpice (2004, 2008) în care a câștigat o medalie de argint.